# Gorgetosuchus
Gorgetosuchus pekinensis
Genre
Espèce
Gorgetosuchus est un genre d'aétosaures, un ordre éteint de reptiles du Trias supérieur. Il est représenté par l'espèce type Gorgetosuchus pekinensis, nommée et décrite par Andrew Heckert et son équipe en 2015 à partir de dix rangées de plaques osseuses appelées ostéodermes, représentant la partie avant d'une carapace blindée qui aurait couvert le dos de l'animal. Ces plaques ont été trouvées noyées dans du grès et un conglomérat de rochers dans la formation de Pekin (d), près d'une carrière dans le comté de Chatham, en Caroline du Nord.

## Systématique
Le genre Gorgetosuchus et l'espèce Gorgetosuchus pekinensis ont été créés en 2015 par Andrew B. Heckert (d), Vincent P. Schneider (d), Nicholas Campbell Fraser (d) et Richard A. Webb (d).

## Étymologie
Son épithète spécifique, composée de pekin et du suffixe latin -ensis, « qui vit dans, qui habite », lui a été donnée en référence au lieu de sa découverte, la formation de Pekin.

## Publication originale
- (en) Andrew B. Heckert, Vincent P. Schneider, Nicholas C. Fraser et Richard A. Webb, « A new aetosaur (Archosauria, Suchia) from the Upper Triassic Pekin Formation, Deep River Basin, North Carolina, U.S.A., and its implications for early aetosaur evolution », Journal of Vertebrate Paleontology, SVP et Taylor & Francis, vol. 35, no 1,‎ 2 janvier 2015, e881831 (ISSN 0272-4634 et 1937-2809, OCLC 238100068, DOI 10.1080/02724634.2014.881831).